# 绍兴越国贵族墓群
绍兴越国贵族墓群分布于浙江省绍兴市柯桥区平水鎮和漓渚镇境内。近年已发现了11处墓葬，除倒骑垅墓位于漓渚镇外，其余都位于平水镇境内。

## 墓葬名称
- 水竹庵桥头越国贵族墓
- 陶山越国贵族墓
- 小馒头墩越国贵族墓
- 面前山越国贵族墓
- 下平地越国贵族墓
- 宋家山越国贵族墓
- 庙前山越国贵族墓
- 乌龟山越国贵族墓
- 前山越国贵族墓
- 将台山越国贵族墓
- 倒骑垅越国贵族墓

## 发现意义
绍兴越国贵族墓群是浙江境内现存的最重要的越文化遗存，是继印山越国王陵之后越文化考古的又一重大发现，为研究越国历史提供了重要的实物资料。2011年，公布为浙江省文物保护单位，2013年5月，列入第七批全国重点文物保护单位。